# Мора (Еритрея)
Мо́ра — селище в Еритреї, адміністративно відноситься до району Ареета регіону Дебубаві-Кей-Бахрі.

## Географія
Селище розташоване на піщаному березі Червоного моря, на західному березі однієї з його бухт, в основі півострова Рас-Маурек.
Селище розкидане по берегу моря довжиною до 600 м, при цьому вулиць не має.
| Прапор Еритреї | Це незавершена стаття про Еритрею. Ви можете допомогти проєкту, виправивши або дописавши її. |